# Golubovci
Golubovci (en serbe cyrillique: Голубовци) est un village du sud du Monténégro, dans la municipalité de Podgorica. Il est situé dans la fertile vallée de Zeta.

## Démographie

### Évolution historique de la population[1]
| 1948  | 1953  | 1961  | 1971  | 1981  | 1991  | 2003  |
| ----- | ----- | ----- | ----- | ----- | ----- | ----- |
| 1 402 | 1 628 | 2 114 | 2 176 | 2 676 | 2 754 | 2 869 |

## Sport
L'équipe de football de la ville est le Zeta Golubovci, le stade du club est le Trešnjica Stadium.

## Transport
C'est à Golubovci que l'on trouve l'un des deux aéroports du Monténégro : l'aéroport de Podgorica.
Golubovci est situé sur la route qui relie Bar à Podgorica (E65/E80) permettant d'aller rapidement sur la côte.